# Francofilia
Francofilia es la filia hacia lo francés. De igual forma, francófilo es la persona que tiene una inclinación hacia ello. No debe confundirse con la francofonía (relativa al idioma) ni con el término gramatical galicismo o con el término político-religioso galicanismo.

## España e Hispanoamérica
La Primera Guerra Civil de Castilla (1366-1369) estalló cuando se estaba luchando la Guerra de los Cien Años. Uno de sus bandos se alió con Francia (el ganador, de Enrique II -Casa de Trastámara-) y el otro con Inglaterra (el perdedor, de Pedro I -Casa de Borgoña-), dilucidándose la contienda en la batalla de Montiel (1369, con la decisiva intervención de Bertrand Du Guesclin -ni quito ni pongo rey, sólo ayudó a mi señor-). En el periodo posterior, varios autores castellanos alaban al país galo, sus gentes y su cultura. Destaca entre ellos Gutierre Díez de Games, autor de El Victorial (h. 1453), biografía del militar y marino Pero Niño (1378–1453), junto a quien sirvió como alférez. En el transcurso de las campañas atlánticas en que ambos participaron, tuvieron ocasión de conocer de cerca Francia, y en especial la vida cortesana de Sérifontaine (en el Vexin francés) y París. Dice Díez de Games:

Los françeses son noble naçión de gente; son sabios, e muy entendidos, e discretos en todas las cosas que pertenesçen a buena criança, en cortesía e gentileza. Son muy gentiles en sus traeres, e guarnidos ricamente. Tráense mucho a lo propio. Son francos e dadivosos; aman fazer plazer a todas las gentes. Honran mucho los estrangeros; saben loar e loan mucho los buenos fechos. Non son maliçiosos, dan pasada a los henojos; non caloñan a honbre nin fecho, salvo si les va allí mucho de sus honras. Son muy corteses e graçiosos en su fablar. Son muy alegres; toman plazer de buena mente, e búscanlo, ansí ellos como ellas. Son muy henamorados, e préçianse dello.

Según Victoria Cirlot, esta idealización se debe a que, en la primera mitad del siglo XV, "Francia es desde la mirada española el espacio de lo maravilloso".
Tras la Guerra de Sucesión Española, y a través de la nueva dinastía borbónica entronizada, Francia influyó notablemente en la política y la cultura españolas. Este influjo se apreció en diversos ámbitos, como la organización del Estado, la ciencia, el arte y la literatura. Un ejemplo de ello es la creación de las Reales Academias, inspiradas en sus homólogas francesas.
En muchas obras de escritores ilustrados españoles del siglo XVIII se nota el peso del racionalismo de origen francés. Uno de los más sobresalientes de ellos fue Benito Jerónimo Feijoo, quien mostró explícitamente su admiración por el país vecino y su cultura:

Si se atiende al valor intrínseco de la nación francesa, ninguna otra es más gloriosa, por cualquiera parte que se mire. Las letras, las armas, las artes, todo florece en aquel opulentísimo reino. Él dió gran copia [cantidad] de santos a las estrellas, innumerables héroes a las campañas, infinitos sabios a las escuelas. El valor y vivacidad de los franceses los hace brillar en cuantos teatros se hallan.

Asimismo, Feijoo era un entusiasta de la amistad franco-española sobre la base de la común dinastía reinante entonces:

Pero volviendo a españoles y franceses, lo que invenciblemente prueba que su oposición, cuando la hay, es voluntaria y no natural, es la amistad y buena correspondencia con que viven hoy. Todos debemos repetir al Cielo nuestros votos para que nunca quiebre. Hoy depende de la cariñosa unión de las dos Monarquías el lograr para esta un éxito feliz de las presentes negociaciones sobre la paz de Europa. Y nuestra quietud y desahogo dependerá siempre del mismo principio.

En dicho siglo, el influjo francés llegó también a la América hispana, gracias sobre todo a Virreyes como Manuel de Oms y Manuel Amat. Estos, entre otras cosas, impulsaron un urbanismo, arquitectura y arte racionalistas de clara inspiración francesa.
Durante la Guerra de Independencia Española (1808–1814) se empleó el término afrancesado como contraposición a lo castizo. Los afrancesados eran identificados habitualmente con los ilustrados, y se oponían a los denominados patriotas, quienes en las Cortes de Cádiz se dividían a su vez en absolutistas y liberales.
Durante la Primera Guerra Mundial (1914–1918), en España (país neutral en dicho conflicto) se llamó aliadófilos a los partidarios de los aliados (Francia y el Reino Unido, y por tanto, francófilos y anglófilos respectivamente), como oposición a los germanófilos (adeptos a Alemania, país que lideraba el bando bélico de los Imperios Centrales).

## Rusia
Durante los siglos XVIII y XIX, la francofilia era parte importante de la vida del Imperio ruso. La francofilia en Rusia influyó mucho en literatura. Las dos más famosas obras de Tolstói, Guerra y Paz y Anna Karénina, lo demuestran. Varios personajes tienen nombres franceses y, a veces, hablan francés uno a otro.